# Richard Magyar
Richard Magyar (* 3. Mai 1991 in Malmö) ist ein schwedischer ehemaliger Fußballspieler. Der Abwehrspieler stand in seiner Karriere in seinem Heimatland und der Schweiz sowie in Deutschland unter Vertrag.

## Werdegang

### Karrierestart in Schweden
Magyar wuchs in der Nähe von Malmö auf. Als 8-Jähriger begann er mit dem Fußballspielen bei Åkarps IF  und kam über GIF Nike im Alter von 15 Jahren nach verschiedenen Probetrainings unter anderem auch bei Malmö FF zu Lunds BK. Dort blieb er jedoch nur eine Spielzeit, da er mit seiner nach Halmstad umzog, und schloss sich dem dortigen Klub BK Astrio an. Auch hier verblieb er nur eine Saison und wechselte in den Nachwuchs des lokalen Profivereins Halmstads BK. Mit der Juniorenmannschaft gewann er 2009 die schwedische U-21-Nachwuchsmeisterschaft und rückte parallel in den Fokus des Svenska Fotbollförbundet, für dessen U19-Nachwuchsnationalmannschaft er berufen wurde.
2010 rückte Magyar mit anderen Juniorenspielern in den erweiterten Profikader von Halmstads BK auf und pendelte zwischen Nachwuchs- und Wettkampfmannschaft. Nachdem er durch gute Einsätze in der Reservemannschaft überzeugt hatte, stand er im Mai des Jahres nach einer Verletzung von Tomas Žvirgždauskas erstmals in der Allsvenskan auf dem Spielfeld, blieb aber im Saisonverlauf mit insgesamt drei Ligaspielen zunächst noch Ergänzungsspieler. Bereits in der folgenden Spielzeit war er mit 20 Starteinsätzen Stammkraft, stieg aber mit der Mannschaft am Saisonende in die Superettan ab. Dennoch rückte er in den Kader der schwedischen U21-Nationalmannschaft. In der Zweitliga-Spielzeit 2012 war er am direkten Wiederaufstieg beteiligt, da er einerseits vier Tore in der regulären Spielzeit sowie ein Tor beim 3:0-Hinspielerfolg über GIF Sundsvall in der Relegation zur Allsvenskan erzielte – eine 3:4-Niederlage im Rückspiel reichte zum Erfolg. In den folgenden Jahren war er auch in der ersten Liga Stammspieler und rückte zum Mannschaftskapitän auf.

### Wechsel ins Ausland
Nach Auslaufen seines Vertrages bei Halmstads BK Ende 2014 wechselte Magyar Anfang 2015 in die Schweizer Super League, beim FC Aarau unterzeichnete er Mitte Januar ein bis Sommer 2017 gültiges Arbeitspapier. Dort stand mit Dušan Đurić bereits ein Landsmann unter Vertrag.
Seit der Saison 2015 spielte er beim Hammarby IF.
Im Sommer 2017 wechselte er erneut ins deutschsprachige Ausland, als er bei der SpVgg Greuther Fürth einen Vertrag bis 2019 unterzeichnete. Dort erzielte er am 4. November 2017 (13. Spieltag) im Spiel gegen den SSV Jahn Regensburg per Kopf seinen ersten Treffer in der deutschen Zweiten Bundesliga. Im selben Spiel unterlief ihm jedoch auch ein Eigentor, sodass das Spiel mit 2:3 verloren wurde.

### Rückkehr nach Schweden
Im Sommer 2019 kehrte Magyar zu Hammarby IF zurück unterschrieb einen bis Juni 2022 gültigen Vertrag. Bis zum Ende der Spielzeit 2019 kam er in 14 Spielen zum Einsatz, dabei trug er mit zwei Toren zum Erreichen der Europapokalqualifikation als Tabellendritter bei. Im Sommer 2020 zog er sich eine Verletzung zu, in deren Folge er bis Ende August über zehn Spiele verpasste. Nach seiner Rückkehr auf dem Platz erzielte er beim 3:3-Unentschieden gegen Kalmar FF am 30. August mit dem zwischenzeitlichen 1:0 sein einziges Saisontor, in einer auch von weiteren Verletzungen und zwei Platzverweisen überschatteten Saison reichte es für ihn mit dem Klub nur zum achten Tabellenplatz. Auch in der UEFA Europa League 2020/21, bei der die Qualifikation bedingt durch die COVID-19-Pandemie auf jeweils ein Spiel pro Runde verkürzt wurde, scheiterte er mit „Bajen“ frühzeitig in der zweiten Runde – bei der 0:3-Heimniederlage gegen Lech Posen kam er ab der Halbzeitpause als Einwechselspieler zum Einsatz, nach einem Platzverweis für seinen Mannschaftskameraden Jeppe Andersen vor Mitte der zweiten Halbzeit kassierte die dezimierte Mannschaft in den Schlussminuten die letzten beiden Gegentore.